# Toponimi celtici d'Italia
I toponimi celtici d'Italia sono i nomi propri di luogo che, attraverso la ricostruzione dell'origine storico-linguistica, vengono attribuiti alle parlate dei Celti stanziati anticamente in Italia, nelle regioni settentrionali e in alcune zone dell'Italia centrale (Marche).
| Piccolo lessico celtico                |
| -------------------------------------- |
| ambe- ‘fiume’                          |
| banna-, benna- ‘punta, sommità’        |
| -bona ‘fondazione’, ‘oppidum’          |
| briga ‘altura’, ‘fortezza’             |
| brīva ‘ponte’                          |
| cambo- ‘curva, meandro’                |
| cumba ‘cavità’, ‘valle’                |
| dubus, dubis ‘nero’                    |
| dūno- ‘fortezza’, ‘monte’              |
| duro- ‘piazza, mercato’                |
| eburo- ‘tasso (albero sacro)'          |
| -ialo- ‘radura’                        |
| lāno- ‘piana’ / ‘pieno’                |
| -late ‘palude’                         |
| lindo- ‘liquido’, ‘stagno’             |
| mago- ‘campo’, ‘mercato’               |
| nantu-, nanto- ‘valle’, ‘ruscello’     |
| nemeto- ‘bosco sacro’, ‘santuario’     |
| -rāte, rātis- ‘mura’, ‘forte’          |
| redo- ‘andare a cavallo’, ‘viaggiare’  |
| rito- ‘guado’                          |
| verna, verno, sberna, ‘ontano’         |
| vindo- ‘bianco’, ‘splendente’, ‘sacro’ |

Si tratta di varietà linguistiche di «frammentaria attestazione» appartenenti a due filoni di popoli celtici: 1) i più antichi, insediatisi forse già nell'Età del Bronzo, antenati dei Celti della cultura di Golasecca, che parlavano una lingua — il cosiddetto leponzio — che appare più arcaica, più conservativa del gallico; 2) i gruppi di Galli che penetrarono in Italia nel IV secolo a.C. (e probabilmente anche in fasi precedenti).

## Gruppi e categorie di toponimi
Il glottologo Giovan Battista Pellegrini (1921-2007), ha suddiviso i toponimi di origine celtica in quattro «filoni»:
1. «quelli attestati fin dall'epoca antica»;
2. «attestati in epoca medievale (ma attribuibili con certezza al filone gallico)»;
3. «toponimi prediali in -acum verosimilmente di origine gallo-latina»;
4. «derivati da appellativi di origine celtica con installazioni che possono essere anche recenti e pertanto di modesto interesse storico»[2].

I toponimi appartenenti al primo gruppo sono nomi che documentano insediamenti celtici preromani, soprattutto gallici, oppure fondazioni non anteriori all'epoca romana.
Solitamente si trovano attestati in forme grecizzate e/o latinizzate, sia nella morfologia (terminazioni, desinenze celtiche sostituite da quelle greche e latine) sia nella fonetica e nella grafia (si veda ad esempio il caso del toponimo Milano). In vari casi poi, di quei toponimi antichi ci sono giunte più varianti. Tutto ciò dipende dal fatto che sono menzionati dagli autori greci o latini (che nel citare o ricopiare di seconda mano possono aver alterato qualche nome), oppure usati in altre fonti scritte, soprattutto iscrizioni e itinerari, che dei nomi celtici riportano o gli adattamenti (e le alterazioni) operati da diversi latinofoni o quelli adottati dall'amministrazione statale romana, nelle sue diverse componenti e fasi storiche.
Il secondo gruppo comprende quei toponimi che, attestati in forme trasmesse da documenti medievali, pur non comparendo in iscrizioni o autori greco-latini, si possono attribuire ugualmente ai Galli o ai Gallo-Romani, e ne attesterebbero così lo stanziamento in epoca antica.
Sono di più antica formazione rispetto ai nomi del quarto filone (microtoponimi) e possono esserlo rispetto ai nomi del terzo (prediali).
Fanno parte del terzo gruppo i toponimi prediali o fondiari (nomi di fondi rustici) gallo-romani, formati da un antroponimo antico (ma non sempre celtico) e uno dei suffissi gallici -ācum, -āca, -īcum, -īca. Si tratta di un filone che rimase produttivo anche in epoca alto-medievale, quando nacquero prediali a suffisso celtico da antroponimi germanici. Ad essi si possono accostare i toponimi costituiti da un antroponimo antico di origine celtica + suffisso -ate, probabilmente da un antico -ates, con il valore de ‘gli uomini o i parenti e i discendenti di’ (località sede di una stirpe, di una discendenza). Ciò specialmente là dove -ate, o talvolta -ato, possono aver sostituito un più antico suffisso prediale celtico; ad esempio nel caso di Lovernato: *Lovernaco (vico Luernaco, attestato nell'807), dal nome personale *Louernus (Louernius o Louernacus) < louernos ‘volpe’.
È la quarta la categoria più numerosa. È costituita in genere di microtoponimi, cioè di nomi di località minori, unità catastali, ecc., derivati da termini comuni (appellativi) d'origine celtica o piuttosto celto-latina; nomi che si possono ritrovare più nelle carte topografiche che non negli atlanti stradali (ad esempio, i lombardi Broletti, dal gallico *brogilos ‘frutteto’). Nei suoi articoli Pellegrini elenca diversi appellativi da cui sono derivati tali toponimi: «beccus, betulla, broga, brogilos, brūcus, cumbo, *camminus, cumba, *glasina, *lanca, ligita, nantu, *pettia, *rica, *tamisium, *tegia, verna ecc.», e ancora ambli e *barros.
L'appartenenza a tali filoni verrà indicata alla fine di ogni lemma con, rispettivamente, i seguenti gruppi di simboli: [I], [II], [III], [IV].
Come tutti i toponimi, anche quelli celtici si possono ripartire in categorie:
- idronimi: nomi di corsi d'acqua [ad esempio: Reno, dal gallico *rēno- ‘fiume’ (‘che scorre’, ‘flutto’)];
- limnonimi: nomi di laghi (Benaco, dal celtico *Bennacos ‘cornuto’);
- oronimi: nomi di monti (Alpi Pennine, dal celtico *pennos ‘sommità’);
- poleonimi: nomi di città e altri abitati (Milano, dal gallico latinizzato Mediolanum ‘piana di mezzo’/‘centro di perfezione’);
- coronimi: nomi di regioni (Cadore, dal gallico latinizzato *catubri(g)um ‘roccaforte’).

### Abbreviazioni e segni convenzionali
cfr.confrontare
* (premesso)forma ricostruita
<deriva da
>dà
→si rinvia a

## Gli idronimi
- Agogna. Secondo D. Olivieri deriverebbe dal gentilizio romano Aconius. Potrebbe però essere di origine celtica, da *ācu- ‘rapido’; cfr. i nomi di persona Acus, Aco, Acuria; Diacus, Di-acunia < di-acu- ‘pigro’; l'antico gallese diauc, antico cornico dioc ‘(non veloce >) pigro'. Meno probabile possa risalire al celtico *āgo- ‘combattimento, lotta’ (cfr. l'antico irlandese ág ‘combattimento, lotta’ e ‘ardore guerriero’), assieme all'etnonimo Agones (citato da Polibio), a cui l'idronimo viene talvolta associato, specie in ambito locale. Attestazioni: Agunia (Cosmografia ravennate, IV, 36), Agonia (898/989), Agonia (dal 1208), Agogna (dal 1224); nella Tabula Peutingeriana (IV, 1) l'Agogna viene denominato Novaria (potrebbe trattarsi forse del nome del corso medio ed inferiore del torrente). [I]
- Ambièz, Val e Cima d'A. (Gruppo del Brenta, Tn). → Omblaréi.
- Ambria (Bg). Forse di origine celtica. Va connesso all'idronimo *ambrā, *ambriā, *ambris, presente in più Paesi d'Europa, dall'indoeuropeo *m̥b(h)o-, *m̥b(h)ro- ‘acqua, pioggia’ (latino imber, greco ómbros ‘pioggia’). Cfr. Ambre, Ambrole (Francia), Amyr (Galles), Amper, Emmer (Germania); e la voce ambe ‘fiume’ del Glossario di Vienna (X. Delamarre).
- Ambriola (Costa di Serina, Bg). → Ambria.
- Artanavaz (Ao). Torrente e Rio. Cfr. Artogne e Artegna.
- Artogna (Vc). Nome di torrente della Valsesia. Cfr. Artogne e Artegna.
- Aventia (Massa Carrara). Attuale Carrione. → Avenza.
- Avìsio (Tn). Nella pronuncia locale: véis, ves, vis. Secondo G. B. Pellegrini, dal gallico *abīsio- / *apīsio- ‘corso d'acqua' < indoeuropeo *ab- / *ap- ‘acqua, fiume’; cfr. antico irlandese ab ‘acqua’. Per altri studiosi *ab- / *ap- sarebbe una radice prelatina → Venzone. Attestazioni: flumen qui vocatur Auis (1050-1100), ponte Avisi (1202); Evis, Eveis, Eves, Neves (cancellerie tedesche, dai secc. XI-XII). [II]
- Baganza (Pr). Per D. Olivieri dal latino vacantia, forse dai ‘luoghi, terre vuote, prive di vegetazione’ attraversati. J. U. Hubschmied ipotizzava invece un *Bagantia, dal celtico *bagos ‘quercia’ [o piuttosto dal gallico *bāgos ‘faggio’ < indoeuropeo *bhāgós; cfr. il latino fāgus e l'idronimo ticinese Bavóna < *bāgonā]. Poco convincente la proposta di A. Costanzo Garancini di far derivare l'idronimo da una voce settentrionale, probabilmente di origine preindeuropea, baga ‘sacco di pelle, otre’, da cui ‘fiume ricco d'acqua'. C. Marcato associa *Bagantia alle basi germaniche *baki-, *bakja [forse da una radice indoeuropea *bhog- ‘acqua corrente’; cfr. l'alto tedesco antico bah, tedesco bach ‘ruscello’] e ricorda che ne derivano diversi idronimi europei, ma presumibilmente lo confonde con *Avantia, *Aventia, che pure presenta il suffisso -ant- attribuito allo strato idronimico “europeo antico” ; cfr. perciò Avenza. Attestato: Baganza (1198). [II]
- Bardello (Va). → Bardello.
- Bealèra (To). Corso d'acqua affluente del Po presso Brandizzo. Bealeria negli Statuti di Novara. Dal piemontese beàl, boàl ‘rivo, piccolo canale d'irrigazione' < latino medievale bedale, bedum, dal gallico *bedo- ‘fossa, canale’; cfr. il gallese bedd, il bretone bez ‘fossa’, il ligure ed apuano beu, beàl ‘canale’, e beàr a Pigna (Im) (A. Costanzo Garancini, G. B. Pellegrini). [IV]
- Bedesis (Fc, Ra). Idronimo latino, attuale Ronco-Bedese. Dal gallico *bedo- ‘fossa, canale’; cfr. gallese bedd, bretone bez ‘fossa’, ligure ed apuano beu, beàl ‘canale’. Attestazione: cum amne Bedese (Plinio N. H. III, 15, 115). [I]
- Bevera (Lc, Co). Torrente della Brianza. → Bévera.
- Bevera (Va). Torrente affluente dell'Olona. → Bévera. Attestato Bevera nel 1288 (A. Costanzo Garancini). [II]
- Bévera. Forse dall'italiano arcaico bévero < latino tardo beber (accusativo bebrum) < gallico bebros, bebrus ‘castoro’ [le forme italiane arcaiche bìvaro, bìvero (con la -i-) si ricollegano forse all'alto tedesco antico bibar, tedesco Biber]. Cfr. il francese dialettale bièvre ‘castoro’, l'idronimo Bièvre < *bebrā (Aisne, Ardennes, ecc.) e il poleonimo Bièvres (Essonne). → Bévera.
- Bitto (So). Affluente dell'Adda. Forse da accostare a un nome di persona germanico quale l'ipocoristico Bitto (o simile); oppure a un nome di persona connesso al gallico bitu- ‘mondo vivente’: Bitus, Bitius, Bittius, Bitio, Bito, Bitto e altri. → Bittelus.
- Boacias (Sp). Nome antico del fiume Vara; Βοακίου (Boakíou), variante Βοάκτου (Boáktou) in Tolomeo, III, 1, 3. La forma Boáktou — ammettendo sia la più attendibile — secondo G. R.Isaac deriverebbe da *bou-ax-to- ‘luogo ove vengono condotte le vacche’, dal. gallico *bo(u)- ‘vacca’ (A. Falileyev). Nell’Itinerario Antonino (293) è segnata la stazione di Boaceas lungo la Via Aurelia, probabilmente presso l'attuale Vezzano Ligure (Sp). [I]
- Boesio (Va). Torrente immissario del Lago Maggiore. Il nome potrebbe essere formato dalla voce prelatina bova ‘frana, smottamento, canalone’, oppure da un antroponimo celtico: Bovus [Bovius, Bouecius] o Boduicus, Boduus, + un suffisso collettivo, forse -icis (A. Costanzo Garancini). Bovus, Bovius e Bouecius, derivano dal gallico *bou-, *bouo- ‘bue, vacca’; Boduicus, Boduus, e anche Bodua, Boduacus, Boduacius e altri ancora, hanno come base boduo- ‘cornacchia’.
- Boggia (So). Torrente che scorre nella Val Bodengo. L'idronimo non è di facile interpretazione. Forse è da connettere al nome di persona celtico Bodius [< gallico bodio- < badio- ‘giallo, biondo’] (A. Costanzo Garancini) o al gallico bogio- ‘rompitore’; oppure a un nome di persona di origine germanica: Bodo o Bogio (Bogius). Potrebbe anche trarre origine dal termine lombardo bogia (usato anche come soprannome) ‘recipiente’, e quindi probabilmente, in senso metaforico, ‘conca, bacino’ (da un prelatino *bolia ‘vaso, recipiente’).
- Bondai (Tn). Torrente affluente del Sarca. Dal collettivo *bondalia < gallico bunda ‘suolo, fondo’ [Costanzo Garancini (1975): p. 89]. → Bondo.
- Bondione (Valbondione, Bg). Torrente affluente del Serio. Forse dal gallico bunda ‘suolo, fondo’, oppure da nomi di persona gallo-romani (Bondus, *Bondius) o germanici (ad es., Bondo). → Bondo.
- Borbèra (Al). Forse dal gallico boruo-, bormo- ‘sorgente calda’ < indoeuropeo *bhĕr- / *bhŏr- ‘gorgogliare, ribollire’. Cfr. Bòrbore e Bòrmida. Attestazioni: Borbedra (1180), Burbera, Bolberia (1201), flumen Borbere (1361), e anche Bolbera, Bulberia (cfr. Borbera). [II]
- Bòrbore (Cn, At). Dialettale borbu. Probabilmente dal gallico boruo-, bormo- ‘sorgente calda’ < indoeuropeo *bhĕr- / *bhŏr- ‘gorgogliare, ribollire’. Cfr. i toponimi francesi Bourbon, Bourbonne, Bourbriac, il nome di persona Borbanus, il francese bourbe ‘fango, melma’ (< gallico *boru̯ā, forse originariamente ‘sorgente fangosa’) e gli idronimi Borbèra e Bòrmida. Attestazioni: Burburis (980), Burbure (1190). [II]
- Bòrmida. Idr. di origine preromana, probabilmente dall'indoeuropeo *gʷhormo- ‘caldo’[5] (per alcuni linguisti *bormo- potrebbe significare anche ‘fango’); cfr. latino formus ‘caldo’. Oppure dal gallico bormo- ‘sorgente calda’ < indoeuropeo *bhĕr- / *bhŏr- ‘gorgogliare, ribollire’ (cfr. latino fervēre ‘gorgogliare’ e gallese berwi ‘bollire’). Questo però, tra le lingue indoeuropee, risulterebbe l'unico caso di suffissazione in -mo- della radice bhŏr-. Attestazioni: Burmia (920, 1137), Bormita e Burbeda (1030). Cfr. i teonimi gallico Bormō e Bormānus (‘dei delle sorgenti calde’), Lucus Bormani (Itin. Anton. 295; attuale Diano Marina), Aquae Bormidae, Bormio. [II]
- Brembilla (Bg). Dialettale brembila. Dall'idronimo Brembo + il suffisso aggettivale -ilis con desinenza femminile -a (C. Marcato). → Brembilla.
- Brembo (Bg). Probabilmente dal celtico *brem- ‘rimbombare, muggire’ < indoeuropeo *bherem-, *bhrem- ‘tuonare, ronzare’; cfr. gallese brefu ‘belare, muggire’ e l'idronimo (e forte romano) britannico Bremia, gallese Brefi, della Cosmografia ravennate (V, 31). Attestazioni: Brembius, Brembus (881), Brembio (1230). [II]
- Brevenna (Ge). Potrebbe derivare dal gallico bebros, bebrus ‘castoro’, come l'idronimo francese Brevenne < Brebona (895) < *bebrona ‘fiume dei castori’. G. Petracco Sicardi pensa invece a una formazione in -enna (suffisso preromano) dalla base brev- ‘freddo che irrigidisce’ (da cui il lombardo breva e l'italiano brivido), «di possibile origine gallica». L'etimologia di breva e brivido è alquanto discussa; forse si tratta di «antica forma onomatopeica, già gallica» (M. Cortelazzo e P. Zolli). [II]
- Bronda (Cn). Toponimo prelatino, forse celtico, dall'indoeuropeo *bhĕr- / *bhŏr- ‘gorgogliare, ribollire’ (A. Costanzo Garancini). Oppure risalente al latino tardo brunda ‘testa di cervo’ [voce straniera citata da Isidoro di Siviglia, in Etymologiae, XV, 49], da cui il piemontese brunda [in realtà, bronda, e di etimo incerto] ‘ramaglia’ (A. Rossebastiano). O piuttosto dalla base celtica *bhrondh- ‘che scorre in avanti’, da *bhrendh- ‘scaturire, scorrere in avanti’, ipotizzata da A. L. Prosdocimi per Bróndolo. Attestazioni: Borundam, Brundam (1075).
- Burrus (Bz). Nome antico (Byrrus secondo G. B. Pellegrini) del torrente Rienza. Si trova in Venanzio Fortunato, Vita sancti Martini, IV, 648. Forse di origine celtica, potrebbe significare ‘fiume forte, gonfio’ < gallico burro- ‘gonfio’, ‘fiero, insolente’; da confrontarsi con l'antico irlandese borr ‘gonfiato’ e il gallese bwr ‘grosso, forte’ (A. Falileyev). [I]
- Buthier (Ao). Torrente affluente della Dora Baltea. Secondo P. Aebischer, dal nome di persona celto-latino *Bauteius (con chiusura au > o > u) < celtico *baut-, *bautio- ‘recinto o reticolato di spini’ [?] + terminazione -ier (la pronuncia locale Butiè è stata interpretata come originatasi da un Butier < *Butiarius). Attestazioni: Bautegius e Bautegia (1024), Bautegium (1176-94), grafie ritenute «arbitrarie» dall'Aebischer. In realtà, le ricostruzioni *baut-, *bautio- > *Bauteius non sembrano supportate da termini celtici affini; sono invece attestati i nomi di persona Boutus, Boutius e Boutia, da cui potrebbe derivare Bautica[6] ‘Baltea’ [in Duria Bautica (Cosmografia ravennate)], con grafia latina au da gallico ou. [I]
- Cantogno (To). → Cantogno.
- Cherio (Bg). Attestato Cario (A. Costanzo Garancini). → Chero.
- Chero (Pc). Forse dalla base preromana *kar- ‘pietra, rupe’ [*carium] (A. Costanzo Garancini). Le attestazioni Cario (XII sec.) e Cherus (XII [?] sec.) richiamano anche alcune forme medievali del poleonimo Chieri e l'antroponimo latino Carius, probabilmente alla base dei toponimi Cairano, Cairate (e Cairo).
- Chiamogna (To). Pare riflettere un nome di persona di origine gallico Camus o Cam(m)ius (→  Chiamuzzacco ), cui s'è aggiunto un suffisso (indicante proprietà collettiva?) -onia (A. Costanzo Garancini).
- Chiese. Idronimo di origine prelatina, forse celtica; cfr. i nomi di persona gallici Cleus, Cleusius, forse da *klewos ‘gloria, fama’ (< indoeuropeo *k̑leu̯-). La forma originaria pare avesse il dittongo -eu-, come nel Cleusis della Tabula Peutingeriana; il passaggio eu > e si riscontra anche in Leuco > Lecco (A. Costanzo Garancini, C. Marcato). Attestazioni: Clesus (Cosmografia ravennate, IV, 36), Cleusis (Tabula Peutingeriana, IV, 3), Cleosa (838), Clesius (IX sec.), Cleusus (1000), Clesius (1022), Clisi, Clesis, Clesum, Clusius (1085), Clisim (1277).
- Comba dei Carboneri (To). → Comba Liussa. [IV]
- Comba Liussa (To). Dal piemontese comba ‘piccola valle, avvallamento’, dal gallico cumba ‘cavità, valle’. [IV]
- Comberanea (Ge). Idronimo attestato nella Tavola di Polcevera (7 e 8): riuo Comberanea; ad riuom Comberane. Corrisponderebbe all'odierno rio Rizzolo. Il toponimo si configura come una formazione con suffissazione aggettivale in -āneo- (appartenente al latino volgare?), dalla voce *com-bero- ‘confluenza’ (indoeuropeo *com- ‘con’ + *bher- ‘portare’), comune al celtico e al ligure; cfr. l'antico irlandese commar, il gallese kymer, il bretone kemper ‘confluenza’ (G. Petracco Sicardi). X. Delamarre invece, partendo dal latino medievale combrus ‘abbattuta d'alberi', ‘sbarramento’, e dall'antico francese combre ‘diga su fiume’, vi vede alla base un gallico *com-bero- ‘diga di fiume’ e ‘confluenza’, con -bero- (-beru-) < indoeuropeo *bhĕr- ‘gorgogliare, ribollire’; cfr. l'antico irlandese bir ‘acqua, fonte’ e il toponimo Vobarno. [I]
- Comboè (Ao). Dal valdostano comba ‘valle ripida, vallone’ < gallico cumba ‘cavità, valle’. [IV]
- Croesio (Cn). → Croesio.
- Dolo (Re, Mo). Dullus nel 781. Di «etimo oscuro» (A. Costanzo Garancini). Forse riflette un antroponimo *Dullus, associabile ai nomi di persona gallici Dula, Dullius, Dulli-bogius, da dulio-, dulli- ‘foglia’; cfr. l'antico bretone dol ‘foglia’ < *doli̯a (X. Delamarre).
- Dora Baltea. Dalla base idronimica preindoeuropea *dura / *duria e dal determinante Baltea connesso a Buthier. Attestato Duria Bautica (Cosmografia ravennate). [I]
- Dorba (Pc). Nome di torrente, forse derivato dal gallico dubra ‘acque’ (plurale del neutro *dubron ‘acqua’), con metatesi -br- > -rb- che si riconosce anche nell'idronimo francese Dourbie (Gard), fl. Durbiae (1278) < *Dubria [da cui anche Drobie (Ardèche)]. Cfr. gli idronimi francesi Douvres (Ain, Jura, ecc.), Dèvre (Cher), da Dubra; Verdouble (Aude), Vernoubre (Hérault), da Uerno-dubrum ‘ruscello degli ontani’; l'antico irlandese dobur, il bretone dour ‘acqua’ (X. Delamarre).
- Dorbida (Pc). Probabilmente dal gallico dubra ‘acque’. → Dorba.
- Dòrbora (Ge). Forse dal gallico dubra ‘acque’, cfr. Dorba.
- Dòrbora (Pr). Forse dal gallico dubra ‘acque’, cfr. Dorba.
- Elva (Cn). Torrente confluente con la Maira. Idronimo di origine prelatina. → Elvo.
- Elvo (Bi). Torrente affluente del Cervo. L'idronimo è prelatino, va associato forse a un vocabolo alpino *alawo, *alawa ‘pino cembro’ (J. Hubschmid); cfr. elvu ‘pino cembro’ (a Pontechianale, Cn) e nemus vocatum Elevetum (1387, a Casteldelfino, Cn). Oppure va accostato all'etnonimo Helvii, al toponimo saltus Heluonus della Tabula Alimentaria di Veleia, all'aggettivo heluus ‘giallastro’ (cfr. Helvillum). Attestazioni: Elevus, Helevus (997, 1000, 1058), Elvus (1153); aqua de Elevo (999), Elvo (1028) (A. Costanzo Garancini; A. Rossebastiano). [I]
- Gabellus. Nome antico (Plinio, III, 118) del fiume Secchia [< Secula (attestato dal III secolo d.C.) < indoeuropeo *sec- ‘tagliare’]. Viene ritenuto un nome ligure, con tipico suffisso -ello-, da un prelatino *gava / *gaba ‘torrentello di montagna’ (C. Marcato). F. Violi però pensava che Secula potesse essere un calco di Gabellus, nome di origine celtica e con il significato di ‘forca, arco’; mentre B. A. Terracini supponeva che Gabellus fosse la traduzione celtica del ligure Secula. A. Falileyev, in effetti, fa derivare Gabellus da gabalo- (nella variante *gabelo-?), forma latinizzata del gallico *gablo- ‘forca’. → Gavello e Trigáboloi. [I]
- Gambasca (Cn). Rio e paese. Dal gallico *cambo- ‘curvo’, ‘curva, meandro’ + suffisso ligure -asca. Attestazioni: Gambasca (1138), nemus Gambasce, Gambascha (1288). → Chambave. [II]
- Giasinozza, Val (Primiero, Tn). Forse dal celtico *glasina ‘mirtillo nero’. → Glazenéi. [IV]
- Latis. Idronimo di un affluente di destra del Po (attuale Maira?), indicato solo nella Tabula Peutingeriana (III, 4). Potrebbe derivare dal gallico *lăti- ‘palude’; cfr. Arlate e (forse) il toponimo antico Latera, Latara > Lattes (Hérault, Francia) [de Latis (1114)].
- Mincio. Latino Mincius (Virgilio, Plinio, ecc.) e Mintius (Livio, XXXII, 30 e Cosmografia ravennate, IV, 36). Di origine preromana, forse da collegare al nome di persona gallico latinizzato Mincius < *minco- ‘?'. [I]
- Mòlgora (Lc, Mi, Lo). Collegabile ai toponimi svizzeri Morge, Morges (D. Olivieri). Da *morgula, forse dal celtico *morga ‘corso d'acqua', ‘palude’, o dal gallico *morga ‘confine’[7]. Attestazioni: fluvius Mordula (1288), Molgula (1455). [II]
- Non, Valle di (Tn). Valle del fiume Noce. → Anàunia.
- Oglio. Latino Ollius. Potrebbe essere di origine celtica, cfr. l'idronimo Olona o appartenere ad altra lingua indeuropea. Attestazioni: Ollius (Plinio, Cassio Dione, Cosmografia ravennate), Olleum, Oleo, Ogium (sec. IX). [I]
- Olona (Va, Mi). Da una radice celtica *ol- ‘grande’ (D. Olivieri) [gallico ollo- e antico irlandese oll ‘grande’, gallese cornico bretone oll ‘tutto’; cfr. i nomi di persona gallici Ollus, Ollia, Olluna ecc.] oppure da una base indoeuropeo *el- / *ol- ‘scorrere’ (H. Krahe). Attestazioni: Olonna (Cosmografia ravennate, IV, 36), Oronna, Olona, Ollona (VIII-X sec.). [II]
- Pernecco (Serra Riccò, Ge). Torrente della Val Polcevera. → Pernecco, Pizzo di.
- Reno (Toscana, Emilia). Dal gallico *rēnos ‘fiume’ (‘che scorre’, ‘flutto’) < *reinos < indoeuropeo *rei- ‘scorrere’. Da rēnos discendono anche l'idronimo Rhēnus ‘Reno’, tedesco ‘Rhein’ (Cesare) e l'antico irlandese rían ‘mare, oceano’, ‘sentiero’. Attestazioni: parvi […] Rheni (Silio Italico, VIII, 509), Rhenum (Plinio, N. H. III, 16, 118). [I]
- Rin (Lozzo di Cadore, Bl). Idronimo (rio Rin) che prende il nome dall'appellativo locale rin < gallico *rīno- < *reino- < indoeuropeo *rei- ‘scorrere’. Cfr. antico francese rin ‘ruscello’. → Reno [IV]
- Rino (Bs). Probabilmente da un appellativo attestato nel bresciano medievale rinus ‘rivus’ < gallico *rīno- < *reino- < indoeuropeo *rei- ‘scorrere’. → Reno. [IV]
- Santina (To). Attuale Banna. Forse da *Santina, dal gallico *santino- (santo-, santio-, santon-) < indoeuropeo *sm̥-ti- ‘unico’?; cfr. i nomi di persona gallici Santus, Santius, Santia, Santinus, Santo e l'etnonimo Santones (> toponimo francese Saintes), l'antico irlandese sét ‘rassomiglianza’ < *sem-ti- o *sm̥-ti- < *sem- (valore di ‘unità’ e ‘identità’). Cfr. Sàntena e anche Samone (To). Attestazioni: Santina (1159), Santana, Santena (1267). [II]
- Scoltenna. Tratto del Panaro tra Pievepelago e la confluenza col torrente Leo. Dal latino Scultenna, idronimo ritenuto di origine etrusca. A. Holder (ed anche P. Sims-Williams), però, ipotizzando fosse celtico, lo comparava all'antico irlandese scoilt- ‘fendere, dividere’ (< indoeuropeo *(s)kel-), o lo interpretava come un originario Scuntenna [?] (A. Falileyev). Non si può escludere in origine una forma *Scoltenna, di base indeuropea (ligure?) *skolt- ‘fendere’, ma di probabile tradizione etrusca (nella scrittura etrusca la o era resa con la u), diventato pertanto Scultenna [G. Petracco Sicardi – R. Caprini (1981): p. 71]. Attestazioni: Scultenna (Tito Livio, XLI, 12; Plinio, III, 118), Σκουλτάνναν (Skoultánnan)(accusativo, in Strabone, V, 1). [I]
- Sena (An). Nome antico dell'attuale torrente Misa (in Lucano, II, 407). → Senigallia. [I]
- Sèveso (Co, Mb, Mi). Di etimo incerto. Forse dalla radice prelatina *sev- ‘acqua’ (D. Olivieri) [indoeuropeo *seu-, *seu̯ə-, *sū- ‘(spremere) succo, piovere, scorrere'] oppure da *Sevicis, locativo plurale di *Sevicus, da un nome di persona gallico Sevvō (G. D. Serra) o latino Sevus (C. Marcato). Gli unici antroponimi celtici, cui si possa accostare Seveso, risultano essere Asevius (se *Ad-sevius), Sevacius, Sevius, Seunius (*Sevo-nio-), Seurus, tutti da *seu(i)o- ‘sinistro’ [cfr. gallese asswy e sanscrito savyá- ‘sinistro’ (aggettivo)], oltre a Sevva, Sevvō, che però X. Delamarre tiene distinti dai precedenti. Attestazioni: usque ad flumen Sevisi (1185); Sevese, Suesa, Suese.
- Soana (To). Secondo G. D. Serra, forse da *Sequana > *Soa(v)ana [o *So(v)ana?]. Il nome ricostruito sarebbe dunque omofono della Sēquăna ‘Senna’, tranne nell'accento; però è attestata in Strabone (IV, 1, 14) e Tolomeo (II, 8, 2) una forma Σηκοάνα (Sēkoána). Tale idronimo è ritenuto da alcuni di origine preceltica (*sēc-u-ăna, dalla radice idronimica *sēc-). Ma Sequana — idronimo e teonimo (dea venerata presso le sorgenti della Senna) —, l'etnonimo Sequani e i nomi di persona Sequanus, -a [< indoeuropeo *seikʷ- ‘colare, versare goccia a goccia, filtrare’ (J. Degavre)], pur senza corrispondenze nelle lingue celtiche insulari, potrebbero essere celtici, giacché apparterrebbero ad aree dialettali conservative in cui s'è mantenuto il fonema kʷ[8].
- Sori (Ge). → Sori.
- Tagliamento. Da una voce prelatina *telia ‘tiglio’ (latino tilia), seguita da un suffisso indoeuropeo significante ‘ricco di’, che si riscontra nel greco -εντ- (-ent-) e nel sanscrito -vant-. Secondo G. Frau tilia sarebbe celtico o preceltico, mentre l'idronimo nel complesso sarebbe attribuibile al celtico per il passaggio -v- > -m- documentato dalle fonti [altri hanno pure attribuito al celtico l'alternanza b, v / m (G. B. Pellegrini)]. A. L. Prosdocimi ipotizza però che l'alternanza v / m possa anche risultare più antica, essendo presente già nel sanscrito. Attestazioni: Τιλαουέντου (Tilaouéntou) (Tolomeo, III, 1, 22), Tiliaventum (Plinio, III, 126), Tiliabinte (Tabula Peutingeriana, III, 5), Teliamenti (Venanzio Fortunato, Vita sancti Martini, IV, 655), Tiliamenti (Paolo Diacono, II, 13), Taliamentum (Cosmografia ravennate, IV, 36), Taliamentum (802), a flumine Tilavempti (1029), super ripam Tulmenti (1210), Taiamento (1300 c.a). [I]
- Tànaro. Associabile al teonimo britannico Tanaro e al gallico Taranus (variante Taranis) ‘temporale, tuono’, ‘dio del temporale’ < *Toranus < *Tonarus; cfr. antico irlandese torann ‘temporale’. Oppure da una radice prelatina idronimica *tan-, riscontrabile anche nel nome del Tanagro, fiume campano, e in altri idronimi [Costanzo Garancini (1975): p. 98]. A. Falileyev lo accosta al poleonimo Tannetum (oggi Taneto) senza suggerire però alcuna etimologia specifica (una probabile derivazione da tanno- ‘quercia’, forse). Attestazioni: Tanarum (Plinio, N. H. III, 16, 117), Tanarus (808), Tanagrus (X-XI sec.), Tanager (1213). [I]
- Taro (Pr). Dal latino Tarus (Plinio, III, 118; Cosmografia ravennate, IV, 36; Itin. Hierosolymitanum, 616). H. Krahe lo riteneva voce indeuropea, da *ter- / *tor- ‘veloce’. Secondo F. Bader corrisponderebbe al celtico taro- ‘che attraversa’ < indoeuropeo *terh2- ‘attraversare’, alla base di diversi antroponimi e toponimi gallici. [I]
- Tàrtaro. Corrisponde al nome di una delle sette bocche del delta del Po, menzionate da Plinio: quod alii Tartarum vocant (III, 121). Tale nome può essere accostato al gallico taro- ‘che attraversa’ (cfr. Taro), e forse anche al gallico tartos ‘secco’ < indoeuropeo *ters- ‘secco’.
- Taù (Portogruaro, Ve). G. B. Pellegrini ipotizzava una formazione con il tema, significante ‘fango’, dell'idronimo spagnolo Tago, e un suffisso celtico -uco- parallelo ad -aco-, -ico-, -oco-, e già rilevato nel toponimo *Ausucum > Ausugum, con esito -ucum > -ugo da confrontarsi con quello -ucum > -ugo (> -uk) documentato per Taù. La base però potrebbe essere il celtico tauo- < tauso- ‘silenzioso, tranquillo’ dell'idronimo Tavòn. Attestazioni: Taugo (996), Tanuchi, Tanugho («errori di lettura per Tauu-»; 1255), Tawolco («falsa ricostruzione»; 1270), in fossato Tavuch (1278). [II]
- Tépice (To). Idronimo ritenuto celtico da G. D. Serra, da *Teppicis (che pensava dovesse derivare però da Deppus, nome non certo di origine celtica). Vi si può riconoscere una base gallica tepo- < indoeuropeo *tekʷ- ‘correre’; cfr. i nomi di persona Vo-tepo-rix, Teponia, Atepos, Atepa, Atepiccus (< *Ad-tepo-) e l'antico irlandese tech- ‘correre, fuggire’.
- Terdóppio (No, Pv). Per G. D. Serra, da un gentilizio latino Tardubius. Potrebbe derivare dal gallico taro- ‘che attraversa’ (X. Delamarre) + gallico latinizzato -dubius < dubu-, dubi- ‘nero’; cfr. antico irlandese dub, gallese e bretone du ‘nero’ < *dubus; nome di persona Dubius, Dubia. → Taro. Attestazioni: Tardubius, Deturbius (978), Tardublus (990, 1001, 1129). [II]
- Ticino. Dal latino Tīcīnus. La forma neutra Ticinum, Tíkinon in greco (Tito Livio, XXI, 45, 1, e altri autori latini; Τίκινον in Strabone, V, 1, 11 e Tolomeo, III, 1, 29), derivata dall'idronimo, era l'antico nome di Pavia. Secondo Plinio (III, 124) Ticinum era stata fondata dai Laevi, di stirpe ligure. Si tratta di toponimi di origine prelatina. Secondo P. de Bernardo Stempel Ticinus significherebbe ‘il (fiume) che corre/scorre', da *tēkʷ-ino-s o *tikʷ-ino-s; cfr. antico irlandese techid ‘(egli) scappa, corre via' < indoeuropeo *tekʷ- ‘correre, scorrere’. Cfr. Ticer/Ticis, nome antico del fiume catalano Muga (A. Falileyev). Attestazioni: Ticinus (Plinio, N. H, II, 224), Τίκινος (Strabone, IV, 209). [I]
- Togisonus. Fiume menzionato da Plinio (N. H., III, 121), che lo colloca nel territorio padovano [si tratta forse del Gorzone-Fràssine-Guà]: Togisono (Togisoro) ex Patavinorum agris. Si ipotizza una derivazione dell'idronimo da *tokso-, che corrisponde al latino taxus ‘tasso (albero)', con i passaggi -ks- > -gs- > -gis- specifici del venetico (A. L. Prosdocimi). X. Delamarre, ritenendolo di origine celtica, lo connette ai nomi di persona gallici formati sulla base togi- (‘giuramento’?): Togi-dubnus, Togi-marus. Togius, Togia, Togio, Togidus. Però ne associa alcuni e altri (Togi-rix, Togiantos, Togi-uepus, Togidius...) sotto un secondo tema togi-, originatosi da touga, tougi- ‘ascia’ o ‘arco’ per riduzione di -ou- a -o-. Di ancor meno facile soluzione l'etimo del secondo elemento -sonus: è piuttosto da escludersi, per un nome di fiume, il gallico sōno- < souno- ‘sonno, sogno’, e probabilmente pure sonno-, sunno- ‘sole’; poco appropriato pare anche un accostamento al bretone sonn ‘diritto, in piedi, rigido, fermo, solido’, per di più d'etimo incerto. Plinio con questo termine ne fa derivare il nome del noto paese Galzignano, in origine "Gallignanum".
- Trebbia. Dal latino Trebia, ‘il fiume che scorre per luoghi abitati’ (valore però discutibile), da *trebo- ‘casa, abitazione’, attestato in celtico e osco-umbro + suffisso -i̯o [G. Petracco Sicardi (1981)]; cfr. l'antico irlandese treb ‘abitazione’, l'antico bretone treb ‘luogo abitato’, i nomi di persona gallici Treba, Trebius, Trebia, tutti dal gallico treb- ‘abitazione’. Oppure, secondo G. Rohlfs, da una variante di *drava- (cfr. l'idronimo Drava) < *drou̯os ‘corso d'acqua'. Da non escludere una formazione dal gallico *tre, *tri ‘attraverso, per’ + -bia ‘che taglia’ (< *bii̯o- ‘tagliente, tagliatore’ < *bheih- ‘tagliare’). Cfr. antico irlandese tri, tre, antico bretone tre ‘attraverso, per’; gallico -biion ‘taglia-', uidu-bion ‘roncola’ (‘taglia-albero’), ono-biia ‘che estingue la sete’, detto di bevanda o coppa (iscrizione su vaso di Banassac). Attestazioni: Τρεβίας (Trebías) (Strabone, V, 1, 11), Trebia (Tito Livio, XXI, 65, 7), Trebiam Placentinum (Plinio, III, 118), Trebias (Cosmografia ravennate), inter Nurium et Treviam (1221). → Ambitrebius, Pagus. [I]
- Vara (Sp). Dialettale vèa. Forse dal celtico *uaria, *uera ‘corso d'acqua', o dalla base ligure (e/o celtico) *uara (< indoeuropeo *uer-, *uor-, *uar- < *u̯r̥- ‘acqua, fiume’). G. Devoto supponeva invece una base “mediterranea” *vara ‘acqua’. Poiché nell'XI sec. Varese Ligure, paese dell'alta Val di Vara, è indicato come plebs de Varia (Registro arcivescovile di Genova), se ne deduce che Varese corrisponda al latino *Variensis, aggettivo di Varia, dalla voce preromana *uaria (G. Petracco Sicardi). Cfr. Argento-uaria, attuale Horburg (Haut-Rhin, Alsazia), sul fiume Ill. [II]
- Varone (Tn). Forse di origine celtica, dall'indoeuropeo *uer-, *uor-, *uar- < *u̯r̥- ‘acqua, fiume’. A. Costanzo Garancini non esclude una possibile derivazione dal longobardo *wara ‘pascolo’, voce però che risulta priva di effettivi riscontri lessicali [è documentato il longobardo uuare- ‘rifugio, asilo’, associabile all'alto tedesco antico wāra ‘accordo, patto, rifugio, difesa’ (N. Francovich Onesti)]. Attestato: aqua Varoni (1274). [II]
- Varrone (Lc). → Varone.
- Varusa. → Versa.
- Veraglasca. Idronimo antico riportato nella Tavola di Polcevera (19): in flouium Veraglascam. Da un tema *veraglo- che corrisponde (con la dissimilazione r > l) all'etnonimo celtico Veragri ‘i super combattenti’, da ver- (< *uper- ‘super-') + agro- ‘battaglia, carneficina’ (< indoeuropeo *h2eĝ- ‘condurre, inseguire’); cfr. l'antico irlandese ár ‘carneficina’, il gallese aer, l'antico bretone air ‘massacro’ (G. Petracco Sicardi, X. Delamarre). Secondo G. Petracco Sicardi da Veraglasca, attraverso una forma medievale Veroni, potrebbe provenire l'attuale toponimo Valleregia (Serra Riccò, Ge), dialettale vuiè. Però l'antico corso d'acqua è stato identificato nell'attuale torrente Lemme[9]. [I]
- Verebbio. Tale nome [?] — indicato come idronimo — e il corrispondente latino Verubius si trovano in Holder (T. III, col. 250). Sono tratti dal Codex diplomaticus civitatis et ecclesiae Bergomatis (1784-1799) del canonico Mario Lupi (o Lupo) («Lupi, Cod. dipl. Bergom. 2, 687»). Verubius ha un equivalente in Verubium, nome di un promontorio scozzese (attuale Noss Head, Caithness) menzionato da Tolomeo (II, 3, 4). Secondo X. Delamarre significherebbe ‘scure larga’, dal gallico *ueru- ‘largo’ (‘generoso’?) < indoeuropeo *u̯er(H)ú- (aggettivo privo di paralleli nel neo-celtico insulare) + -bio- (gallico -biion ‘taglia-'); cfr. il poleonimo britannico Veru-lamium ‘Larga-mano’ e Litubium.
- Versa (Pv). Potrebbe corrispondere all'antico Varusa (A. Holder), affluente di destra del Po collocato nella Tabula Peutingeriana (III, 5) tra i fiumi Iala e Bersula. Varŭsa è forse formato dalla base ligure (o celtica) *uara (< indoeuropeo *uer-, *uor-, *uar- < *u̯r̥- ‘acqua, fiume’) + suffisso (ligure o celtico) -uso-. Cfr. Vara, l'idronimo francese Var, italiano Varo < antico Vārus, Varum, e l'etnonimo Ambi-uareti (e forse i nomi di persona gallici Varusius e Varuso). Varusa è stato identificato anche con la Varaita o la Stura. D'altra parte, nell'Astigiano e nel Goriziano scorrono altri due torrenti denominati Versa, per il cui idronimo pare più pertinente una derivazione dal latino versa, participio di vertere ‘voltare, girare’. Attestazioni: Verza (938), Vercia (1199), Versa (1235). [I]
- Vévera (No). Forse dall'italiano arcaico bévero, bìvero < latino tardo beber (accusativo bebrum) < gallico bebros, bebrus ‘castoro’. → Bévera.
- Vinelasca (Mignanego, Ge). Idronimo menzionato nella Tavola di Polcevera (10): ad riuom Vinelascam infumum; riuo recto Vinelasca. Corrisponde alla località Madonna delle Vigne. Da un tema *uinelo- < *uīno- ‘vino’ + suffisso ligure *-el(l)o- + suffisso *-asko-: ‘il rio che scende dalla regione del vino’. Secondo G. Devoto deriverebbe invece dalla radice indoeuropea *u̯en- dell'antico irlandese fine ‘parentela, stirpe, famiglia’ (cfr. Venaus), quindi *uinelo- potrebbe significare ‘la terra del clan’. Però la variazione indoeuropea -e- > -i- davanti a nasale «non sembra propria del ligure» (G. Petracco Sicardi). [I]
- Vobbia (Ge). Dal preromano *Vidubula (G. Petracco Sicardi), cfr. Vòbbia; o da forma simile derivata probabilmente dal gallico latinizzato *vidu-bia ‘fiume ad ansa falcata’ < gallico *uidu-bion ‘roncola’ (‘taglia-albero’ / ‘taglia-legna’) < vidu- ‘albero, legno’ + -bion ‘che taglia-'. Cfr. l'antico irlandese fidbae, l'antico gallese uidimm ‘roncola’, il francese vouge ‘roncola a manico lungo’ e l'idronimo Vouge (Borgogna) < *Vidubia, corrispondente alla stazione stradale romana di Vidubia in Tabula Peutingeriana, II, 5 (A. Costanzo Garancini, X. Delamarre).

## I limnonimi
- Benàco. Nome antico del Lago di Garda: latino Benācus lacus. Probabilmente dal gallico *Bennācos ‘cornuto’ (< *bannā, *bennā ‘punta > sommità'), col significato geografico ‘dai molti promontori’ (a meno che non si alluda alla sola penisola di Sirmione). Attestazioni: Βήνακος (Bḗnakos) (Polibio, Strabone), pater Benacus (Virgilio), in Benaco (Plinio). Cfr. antico irlandese bennach ‘cornuto’, da benn ‘sommità, punta, corno...', medio gallese bann ‘sommità, corno, punta’. [I]
- Càndia, Lago di (To). → Càndia.
- Comabbio, Lago di (Va). → Comabbio.
- Lario. Nome antico del Lago di Como: latino Lārius, greco Λάριος (Lários) (Polibio). Di origine preromana. Secondo A. Trombetti da una radice *lar- ‘luogo incavato’. Per A. Falileyev, dal celtico lāro- ‘piana, suolo’ < indoeuropeo *plāro- < *pelh2- ‘largo, piano’; cfr. antico irlandese lár ‘suolo’, antico gallese laur ‘platea’, antico bretone lor ‘suolo’. [I]
- Sebino (Bs). Nome antico del Lago d'Iseo: latino Sebinus lacus, Sebinnus (Plinio, III, 131). → Iseo. [I]
- Talamone, Lago e Alpe (Vc). → Talamona.
- Verbano. Nome antico del Lago Maggiore: latino Verbanus lacus. Dal celtico uer- (< *uper- ‘sopra’) + *bannā, *bennā ‘punta > sommità'. Attestazioni: in Verbanno, Ticinum Verbannus (Plinio, N. H. II, 224 e III, 131), Οὐερβανός (Ouerbanós) (Polibio e Strabone). Secondo D. Olivieri si può accostare al nome di persona latino Virbius. [I]
- Viverone, Lago di (Bi, To, Vc). → Viverone.

## Gli oronimi
- Ambièz, Val e Cima d'A. (Gruppo del Brenta, Tn). → Omblaréi.
- Àntola, Monte (Ge, Al). Da un possibile *Antula (silva) o *Antula (loca), con il suffisso -ulo, comune a diversi toponimi altomedievali, unito alla base latina o prelatina *anto-, da raffrontare col latino ante ‘davanti’ e i toponimi Anzio e simili, significanti ‘promontorio’ (G. Petracco Sicardi). Però per G. B. Pellegrini deriverebbe da un latino antŭla, diminutivo di anta ‘stipite’, come altri toponimi veneti e dell'Italia settentrionale, tra cui Rio Antolina (Vb) e Àntole (Bl). Cfr. anche Anzo.
- Barro, Monte (Lc). Dal gallico barro- ‘altura, cima, sommità’; cfr. l'antico irlandese barr ‘sommità, cima, punta, estremità’, il gallese, cornico bar e il bretone barr ‘sommità’ (X. Delamarre), e poleonimi francesi quali Mont-Bar (Haute-Loire; lo Bar nel 1163) e Bars (Pyrénées-Atlantiques) o toponimi inglesi quali Berkshire (Bearrocscir nell'893).
- Bèrici, Monti (Vi). Dall'oronimo Monte Berico (colle e quartiere di Vicenza), monte Bericano nel 1263, da associare al medievale Berica, Berega, oggi Berga, quartiere di Vicenza. Berica si può far risalire a *Ber(u̯)ica, forse da Berua, nome di antica città attestato in alcune iscrizioni latine e nell'etnonimo Beruenses menzionato da Plinio (III, 130): Feltrini, Tridentini et Beruenses, raetica oppida (G. B. Pellegrini, C. Marcato). Secondo A. L. Prosdocimi, è improbabile fosse sorta una città retica nei pressi di Vicenza; si potrebbe inoltre pensare all'esistenza di due distinte *berua [‘?']: la Berua retica di Plinio e la Berua presso Vicenza, il cui toponimo però, per la b- iniziale, non dovrebbe essere veneto antico. A. Zamboni ha suggerito che Berua, derivando forse dall'indoeuropeo *bhĕr- [/*bhŏr-] ‘agitarsi violentemente, ribollire’ (detto di fonti o acque termali), possa essere di origine gallica per l'esito indoeuropeo bh- > gallico b-, veneto antico f- (A. Zamboni, Berua, in “Aquileia nostra” 1974-1975, coll. 83-98). Sono in effetti documentati i nomi di persona gallici Beruus, Beruius, Berullus e altri, da *beru(o)- ‘sorgente, fontana’, antico irlandese bir ‘acqua, fonte’ < indoeuropeo *bher(u)- ‘sorgente, ribollimento’ (X. Delamarre); cfr. Berceto. Attestazioni: Berica (983), Berga (1000), Beriga (1068), Beregam (1212), in Berica (1215), versus Bericam (1262). [I]
- Blustiemelus (Serra Riccò, Ge). Oronimo registrato nella Tavola di Polcevera (21): iugo recto Blustiemelo; attuale Giustema. Secondo G. Petracco Sicardi deriverebbe dal ligure *blusto- ‘gonfio, melmoso’ (< indoeuropeo *bhlud-to- < *bhleu- ‘gonfiarsi, scorrere’ + ampliamento in -d-) + suffisso -iema- (di nomi astratti e collettivi) + suffisso aggettivale -ello-, quindi ‘luogo umido, ricco di acque sorgive’; da accostare al gallico blutthagio (pianta medicinale). G. Devoto interpretava Blustiemelus come un composto di blustie- [< indoeuropeo *bhlō-st- (cfr. latino flōs, antico irlandese bláth ‘fiore’) + (non indoeuropeo) *mel(l)o- ‘rilievo’ (G. Petracco Sicardi). W. Meid lo accosta al gallico blutthagio, dall'indoeuropeo *bhleu- ‘soffiare, gonfiare’; cfr. il nome di persona gallico Blussus < *blusto- (X. Delamarre). Più verosimilmente di origine antico-ligure piuttosto che celtica. [I]
- Bodetia. Toponimo indicato nell’Itinerario Antonino (294, 1), da *Boud-et-yā < gallico boudo-, boudi- ‘(bottino di) vittoria'; cfr. antico irlandese búaid ‘vittoria, vantaggio, profitto’ e gallese budd ‘vantaggio, profitto’ (A. Falileyev). Potrebbe corrispondere al Passo della Mola (Sp). [I]
- Brocón, Passo (Tn). Dal gallico latinizzato *brūca / *brūcus ‘erica’ < gallico uroica. → Brughèrio. [IV]
- Caenia. Monte da cui, secondo Plinio, III, 35, nascerebbe il fiume Varo: amnis Varus, ex Alpium monte Caenia profusus. Non è chiaro se ae di Caenia rappresenti un vero e proprio dittongo o una ē aperta. L'oronimo va accostato all'etnonimo Caenicenses [in Plinio, III, 36; Καινικητων (Kainikētōn) in una legenda monetaria] della Gallia Narbonense, e ai nomi di persona di origine celtica Caenicus, Caeno, Caenonius (G. Petracco Sicardi). X. Delamarre fa dipendere dal gallico caino- [‘?'] i nomi di persona Cainolus, Cainonus, Cainus, e l'etnonimo Kainikētes; riconduce invece a cēno-, cēni- ‘lungo, lontano’ i nomi di persona Caenicus (<*cēni-co-), Caeno, Caenonius (e altri: Caenus, Caenius, Caenia, Caenusa...); cfr. l'antico irlandese cían ‘lungo (durata), lontano' < *cēno- < *keino-. [I]
- Claxelus (Ge). Oronimo della Tavola di Polcevera (21): in montem Claxelum. Può essere identificato nel Monte Rovere (o nel Monte Ranfreo). Il toponimo è stato interpretato come ‘il monte risonante’, da *klak- < (forse) indoeuropeo *klēg- / *kləg- ‘risuonare’ + il formante -so-, presente anche nei poleonimi Brixellum (→ Brescello) e Brixia (→ Brescia), + il suffisso aggettivale ligure -elo- (G. Petracco Sicardi). Si tratta di un toponimo “ligure”, privo di paralleli nel celtico.
- Cozie, Alpi. Dal latino Alpes Cottiae (o Cottianae); il singolare Alpis Cottia è il nome antico del Colle del Monginevro. Tali toponimi derivano dal nome della dinastia dei Cottii che regnò su quella zona delle Alpi nel III-I secolo a.C. Cottius è generalmente ritenuto di origine ligure, però può essere accostato a nomi di persona gallici quali Cotta, Cottius, Cotto, Cottus, dal gallico cotto- ‘vecchio’, forse originariamente ‘curvato’ e termine di sostrato, non indeuropeo (A. Falileyev); cfr. medio bretone coz, bretone kozh, antico cornico coth ‘vecchio’. Attestazioni: Cottianis Alpibus (Tacito, Hist., I, 61), Alpium Cottiarum (Ammiano Marcellino), in Alpe Cottia (Tabula Peutingeriana). [I]
- Crammont, Mont (Pré-Saint-Didier, Ao). Oronimo associato al Cremonis iugum (che potrebbe corrispondere al Piccolo San Bernardo) citato in Livio, XXI, 38. Cremonis, prelatino, forse è di origine celtica (R. Chevallier) ed è stato accostato al poleonimo Cremona; cfr. i nomi di persona gallici Cremius, Cremona, Cremonius.
- Lepontine, Alpi. Dall'etnonimo latino Lepontii > italiano Leponzi. Probabilmente di origine celtica: ‘quelli che partono’ o ‘i lasciati indietro’, da *leikʷ-ont-yo- (A. Falileyev). Attestazioni: Lepontii (Plinio, III, 134), Ληπόντιοι (Lēpóntioi) (Strabone, IV, 3, 3), Lebontia (Cosmografia ravennate, IV, 30). [I]
- Monbrioni (colle a S. Colombano, Mi). Forse da mon(te) + brig- ‘altura’ + suffisso -ōne; Monbriono nel 1127. → Briga Alta e Cadore. [II]
- Pennine, Alpi. Dal latino Alpes Poeninae, connesso al latino mons Poeninus (anche Iugum Peninum e, nella Tabula Peutingeriana, summus Penninus; Monte Giove nel Medioevo) ‘colle del Gran San Bernardo’, passo protetto da Iuppiter Poeninus. Forse dal gallico penno- ‘testa, estremità’; cfr. antico irlandese cenn ‘testa, sommità’, gallese e antico cornico pen, antico bretone penn ‘testa, estremità’. Oppure da Poinino- (dio vendicatore o rimuneratore?) < *kʷoin-ino- < indoeuropeo *kʷoinā ‘riparazione’; cfr. antico greco ποινή (poiné)‘compensazione, punizione’ [Delamarre (2007): p. 150]. [I].
- Penna, Monte. (Ge, Pr, Cadore(Bl)) Da Penn divinità celto-ligure delle alture, identificata con Giove in periodo gallo-romano con il nome di Giove Poeninus  [Miranda J.Green Dizionario di mitologia celtica p. 148] → Monte Penna
- Pennino, In alpe (Ge, Sp). Attestato solo dalla Tabula Peutingeriana (II, 5). È stato identificato con l'attuale Passo del Bracco. *Penninum sarebbe il corrispettivo del Summus Penninus, il ‘colle del Gran San Bernardo’, segnato in II, 3-4. Tali due toponimi deriverebbero da un preromano *penna ‘monte’ [G. Petracco Sicardi (1981); si tratta plausibilmente del latino *pĭnna, produttivo più che altro nell'Italia centrale, da accostare al latino dialettale pĭnnus ‘acuto’ (G. B. Pellegrini)]. Oppure dal gallico penno- ‘testa, sommità’ o da Poinino- (dio vendicatore o rimuneratore?)divinità delle alture celto-ligure, identificata con Giove in periodo gallo-romano con il nome di Giove Poeninus; cfr. Pennine, Alpi. [I]
- Pernecco, Pizzo di (Serra Riccò, Ge). Dialettale pisu de perneku. È il Monte Pizzo della Val Polcevera. Pernecco corrisponde all'oronimo Prenicus della Tavola di Polcevera (20): in montem Prenicum. Secondo G. Petracco Sicardi si tratterebbe di una formazione da *perno-, variante di *perkʷu- ‘quercia’ (o probabile nome ligure della quercia) + suffisso -ikko- (più frequente nel territorio gallico che non in quello ligure). V. Pisani vi riconosceva un riflesso della base indoeuropea *kʷrenno- dell'antico irlandese crann e del gallese prenn ‘albero’. X. Delamarre ipotizza un gallico *prenno- ‘albero’ < celtico *kʷresno-; cfr. la voce prenne ‘arborem grandem’ del Glossario di Vienna, nomi di persona come Comprinnus e Prini-lettius, i toponimi francesi Prigny, Prignac < *Prinniacum, il gallese, cornico, bretone prenn ‘albero, bosco’ < *kʷresno- e l'antico irlandese crann < *kʷr̥sno- ‘albero, bosco’. [I]
- Sapè, Monte (Cn). → Sapè.
- Suello, Monte (Bagolino, Bs). → Suello.
- Venda, Monte (Pd). Potrebbe derivare dal celtico vindo- ‘bianco’; non si può escludere che anche il vocabolario venetico comprendesse la stessa voce, eventualmente come prestito dal gallico (ipotesi di G. B. Pellegrini).
- Vendevolo, Monte (Pd). Forse da *vindu-palo- < celtico vindo- ‘bianco’ + *-palo- / *-pala- ‘pietra, roccia’; cfr. (celto-)ligure Vindu-pala ‘(ruscello) che ha ciottoli bianchi' (D. Maggi). → Venda, Monte.

## I coronimi
- Anàunia (Tn). Nome dotto, di epoca tardo-romana, della Valle di Non. Deriva da Anauni (Anaunorum, nella Tabula Clesiana, del 46 d.C.), etnonimo di origine prelatina. P. Bernardo Stempel lo interpreta come ‘quelli che si fermano’ (‘i sedentari’), da *anə-mn-oi (forma participiale in -mno- > -uno-); cfr. antico irlandese anaid ‘(egli) si ferma, attende' (X. Delamarre). G. R. Isaac lo collega ai nomi gallici in anauo- ‘ricchezza, ispirazione’, al medio gallese anaw ‘ricchezza, abbondanza’, all'antico irlandese anae ‘ricchezza’. Attestazioni: in Anauniae partibus, in Anauniae regione (VI sec.). [I]
- Brianza. Dal celtico *Brigantia < *brigant- ‘eminente, elevato’, ‘abitatore dei monti’; cfr. l'etnonimo Brigantes, il celtico *bhr̥ĝhā ‘monte, roccaforte’ < indoeuropeo *bherĝh- ‘alto’, i toponimi Briga e Cadore. Attestazioni: in Brianza, monte Brianza (sec. XIII). [II]
- Cadore (Bl). Dal gallico latinizzato *catubri(g)um, dal gallico catu- ‘battaglia’ + -briga / *-brigum ‘monte, roccaforte’ [< celtico *bhr̥ĝhā < indoeuropeo *bherĝh- ‘alto’], quindi ‘colle della battaglia’ o ‘roccaforte’ (cfr. antico bretone cat, gallese cad ‘battaglia’, antico irlandese cath ‘combattimento’; irlandese brí, cimr. bre ‘collina’, bretone bre, ‘monte’). Si tratterebbe del Monte Ricco sopra Pieve di Cadore. Attestazioni: Cadubrium (923), Catubria (974) e a. Catubrīni ‘Cadorini’.
- Non si può escludere, come primo membro Catu-, un nome di persona Catus, attestato in iscrizioni, da cui il significato complessivo di ‘rocca di un Catus’. [I]
- Insubria. Territorio anticamente abitato dai celti Insŭbres. Tale etnonimo latino (al singolare: Insŭber, -bris), con tutta probabilità di origine celtica, è di difficile interpretazione[10]. G. R. Isaac ipotizza la presenza della base bero-, br(o)- (‘portatore’ o ‘giudicatore’), preceduta da preposizione/-i. K. H. Schmidt ritiene in- variante areale di eni- e -subres di origine non celtica. A. Falileyev, menzionando il nome di persona Subroni (iscrizione di Beaumont), forse per *Subro [o piuttosto dativo di *Subro?], congettura un possibile *in-su-bro / *eni-su-bro. P. De Bernardo Stempel intravede una certa somiglianza tra Insubres, Antabri e Cantabri. Invece secondo P.-Y. Lambert potrebbe esserci una certa corrispondenza tra insu- e l'antico irlandese és, eis ‘tracce’ [X. Delamarre (2008)]. Si può, tutto sommato, attribuire ad In-su-bres un significato ‘che hanno un buon (-su-) ... in loro (in-)'. Attestazioni: Ἴνσομβρες (Ínsombres) (Polibio, II, 17, 4), Insubri, Insubres (Cicerone, Pro Balbo, 14, 32, ecc.; Tito Livio, V, 34, 9, ecc.; Plinio, III,124, ecc.), Ἴνσουβροι (Ínsoubroi) (Strabone, V, 16). [I]
- Ossola (Vb). Coronimo di origine prelatina. Probabilmente discende dall'antico nome di Domodossola, attestato come Ὀσκέλα (Oskéla) in Tolomeo, III, 1, 34 e Oxilla in Cosmografia ravennate, IV, 30. X. Delamarre congettura che le forme in osk-, come appunto Oskela, dipendano da una metatesi oxs- > osk-, e derivino dunque dal gallico oxso-, oxsi- ‘bue’, o — se variante di uxso-, uxsi- — ‘alto’. Cfr. antico irlandese oss ‘cervo’, gallese ych ‘bue’ (< *uxsū) < indoeuropeo *uksōn ‘bue’. [I]
- Valsugana. → Ausugum.

## Altri toponimi celtici
- Artoz (Domegge di Cadore, Bl). Attuale Nartóz, «prato disboscato con ampio tratto pianeggiante». Forse dal celtico arto- ‘orso’ + suffisso *-ŭcĕus (M. T. Vigolo), o da un nome di persona in Art(o)-. Cfr. Artegna e Artogne. Attestato: in Artoz (1768).
- Burmu (Pigna, Im). Nome di sorgente. Dal ligure (e leponzio) *bormo- < indoeuropeo *gʷhormo- ‘caldo’, oppure dal gallico boruo-, bormo- ‘sorgente calda’ < indoeuropeo *bhĕr- / *bhŏr- ‘gorgogliare, ribollire’. → Bòrmida e Bormio.
- Crotta d'Adda (Cr): toponimo di luogo, che deriva dall'eponimo clan irlandese dei Crotti (Crotti dal gaelico irlandese Crotach). Numerosi rami di questo antico clan irlandese dei Crotti, nel Medioevo dall'antico Connacht sull'oceano Atlantico in Irlanda, si stabilirono in varie parti d'Europa e anche della Lombardia, fino a giungere in questo luogo, al quale diedero il nome del loro clan Crotti.
- Leucumellus. Saltus («insieme di beni rustici a prevalente destinazione silvo-pastorale» [G. Petracco Sicardi (1981): p. 18]) riportato nella Tabula Alimentaria di Veleia: saltus Veluias Leucomelium (3, 72), saltum Veluias Leucumellum (7, 37). Si tratta di varianti di un toponimo costituito dai temi *leuko- ‘brillante, chiaro’ e -mello- ‘colle, collina’, con il significato d'insieme di ‘collina bianca’. *Leuko- è voce indeuropea e celtica che si ritrova anche nei toponimi Liccoleucum e Lecco; -mello- — forse di origine indeuropea — va confrontato con l'antico irlandese mell ‘rotondità’ > ‘colle’ (< *mel-no-) e il bretone mell ‘pallone’ (cfr. Dormelletto, Dormello). [I]
- Ventuno (?). «Nome di una regione a sinistra della Dora»[11]. Forse dal gallico *Vindo-dūnum ‘la bianca fortezza’ (G. D. Serra). Attestazioni: Viginti Uno (1120, 1220, 1264, 1290), Vinteuno (1199, 1202). → Duno. [II]
- Votodrones, Vicani (Somma Lombardo, Va). Attestati soltanto dall‘iscrizione HERCULI VICANI VOTODRONES V. S., su un'ara votiva rinvenuta nel cortile del Castello Visconti, a Somma Lombardo, probabile antico vicus dei Votodrones. Secondo X. Delamarre l'etnonimo, di origine celtica e significante ‘quelli che litigano per i loro diritti’, potrebbe derivare dal gallico *uoto- ‘diritto’ (cfr. antico irlandese foth ‘diritto, rivendicazione’) + un secondo elemento affine all'antico irlandese drenn ‘lite, disputa, combattimento’ e al medio gallese drynni ‘combattimento’. [I]